# وزارت تعاون، کار و رفاه اجتماعی
وزارت تعاون، کار و رفاه اجتماعی (به اختصار: تکاور) یکی از وزارت‌خانه‌های ایران است که در سال ۱۳۹۰، از ادغام سه وزارت رفاه و تأمین اجتماعی، وزارت کار و امور اجتماعی و وزارت تعاون تشکیل شد.
این وزارت‌خانه یکی از پرچالش‌ترین وزارت‌خانه‌های ایران است که متصدی آن باید به بحران‌هایی نظیر بیکاری، بدهی دولت به سازمان تأمین اجتماعی و موضوع شرکت سرمایه‌گذاری تأمین اجتماعی بپردازد.

## تاریخچه

### وزارت تعاون
فعالیت تعاونی در ایران سابقه دیرپایی ندارد. اولین شرکت تعاونی در ایران در سال ۱۳۱۴ تأسیس شد. در دوران محمدرضا پهلوی کمک‌های فراوانی را اصل ۴ جهت توسعه بخش تعاون در ایران کرد. رویداد اصلاحات ارضی زمینهٔ فعالیت‌های تعاونی در ایران را گسترش داد.
پس از انقلاب ۱۳۵۷ هم‌زمان با رویگردانی مقطعی انقلابیان از سرمایه‌داری گرایش به فعالیت تعاونی افزایش یافت. قانون اساسی ایران در اصل ۴۳ و ۴۴ به لزوم گسترش تعاونی‌ها اشاره کرده‌است.
مجلس سوم قانون تعاون مصوب ۱۳ شهریور ۱۳۷۰ در ۱۲ فصل و ۷۰ ماده تدوین کرد و وزرات تعاون بر اساس این قانون فعالیت خود را آغاز کرد.
آخرین وزیر این حوزه، محمد عباسی بود.

### وزارت رفاه و تأمین اجتماعی
قانون نظام جامع تأمین اجتماعی در اردیبهشت ۱۳۸۳ در مجلس ششم تصویب شد و معرفی وزیر و تشکیل وزارت‌خانه رفاه و تأمین اجتماعی به مجلس هفتم (که کنترل آن در اختیار محافظه‌کاران قرار داشت) موکول شد. در ابتدای آغاز به کار مجلس هفتم برخی از نمایندگان در لزوم تشکیل این وزارت‌خانه تشکیک کردند تا جاییکه رمضان‌زاده سخنگوی دولت خاتمی لزوم قانونی تشکیل این وزارت‌خانه بر اساس مصوبات مجلس قبل را یادآور شد. سرانجام شریف‌زادگان به‌عنوان اولین وزیر رفاه و تأمین اجتماعی از مجلس رأی اعتماد گرفت.

#### بانک نوآوران رفاه و تأمین اجتماعی
وزارت رفاه خرداد ۱۳۸۷ اعلام کرده در راستای منویات سید علی خامنه‌ای و نامیدن سال ۱۳۸۷ به‌عنوان سال نوآوری و شکوفایی این بانک را تأسیس کرده‌است.

### وزارت کار و امور اجتماعی
آبان سال ۱۳۲۳ در «وزارت پیشه و هنر»، اداره مستقلی به نام اداره‌کل کار تشکیل شد این اداره‌کل ابتدا برای رسیدگی به اختلافات تصویب‌نامه‌ای تنظیم کرد که در فروردین سال ۱۳۲۴ به تصویب هیئت وزیران رسید.
اولین طرح قانون کار در تاریخ ۲۸ اردیبهشت سال ۱۳۲۵ و در زمان تعطیلی مجلس به تصویب هیئت وزیران رسید. از آنجا که با تصویب قانون کار، سازمان کوچک اداره کل کار، قادر به حل و فصل امور کارگری نبود و از طرف دیگر یکی از گردانندگان حزب توده نیز در رأس وزارت پیشه و هنر قرار گرفته بود و حکومت وقت به‌سبب مخالفت‌های سیاسی حزب مزبور، مایل نبود امور کارگری کشور را سلطه و اختیار وی قراردهد، لذا با تصویب هیئت دولت در ۱۳۲۵/۵/۱۳ وزارت‌خانه جدیدی به نام وزارت کار و تبلیغات از ادغام اداره‌ کل کار، اداره‌ کل انتشارات و تبلیغات و اداره عمران و اصلاحات وزارت کشور تشکیل و مأمور اجرای قانون کار گردید. در سال ۱۳۲۵ مظفر فیروز به‌عنوان اولین وزیر وزارت کار و تبلیغات معرفی شد.
بعد از تصویب وزارت کار و تبلیغات در سال ۱۳۲۵ توسط هیئت دولت، سرانجام در سال ۱۳۲۸ اجازه قانونی تأسیس وزارت کار از طرف مجلس به دولت داده شد و وزارت کار موجودیت قانونی پیدا کرد.
هدف و وظایف وزارت کار و تبلیغات در بدو امر با توجه به شرایط اجتماعی و سیاسی آن زمان به شرح ذیل بود:
ایجاد مرجع بی‌طرف صلاحیت‌دار برای حل اختلافات کارگر و کارفرما و تمرکز امور مربوط به کار و مراقبت در تهیه اجرای مقررات قانون کار و قانون بیمه کارگران و حمایت و تأمین بهداشت و رفاه کارگران و برقراری روابط با تشکیلات بین‌المللی کار
در کشور ایران فعالیت‌های این نهاد متمرکز بر تنظیم روابط کار و صیانت از نیروی کار و ایجاد بستر اشتغال‌زایی بود. ازجمله فعالیت‌های دیگر وزارت‌خانه می‌توان به برگزاری هرساله جشنواره کارآفرینان برتر کشور اشاره کرد. تمرکز عمده این جشنواره بر روی استارت‌آپ‌ها و مقوله تخصصی کارآفرینی بوده که در این امر تا حد زیادی موفقیت‌هایی نیز به همراه داشته‌است.

### ادغام
با تصویب مجلس شورای اسلامی در ۸ تیر ۱۳۹۰ و تأیید شورای نگهبان در ۱۱ تیر در راستای طرح کوچک‌سازی دولت، وزارت رفاه و تأمین اجتماعی، وزارت کار و امور اجتماعی و وزارت تعاون ادغام شدند و «وزارت تعاون، کار و رفاه اجتماعی» تشکیل شد.
تصدی این وزارت در ابتدا و پس از تصویب مجلس برعهده عبدالرضا شیخ‌الاسلامی بود.

## پایگاه اطلاعات رفاه ایرانیان
پایگاه اطلاعات رفاه ایرانیان تلاشی است که از بهمن ماه سال ۱۳۹۲ در جهت تحقق ایجاد شناسنامه رفاهی-اقتصادی افراد توسط معاونت رفاه اجتماعی وزارت تعاون، کار و رفاه اجتماعی آغاز شد. این پایگاه از تجمیع و اتصال ۶۲ منبع داده‌ای از ۲۶ دستگاه دولتی شکل گرفته‌است. در حال حاضر، ۲۲۱ فیلد اطلاعاتی از طریق اطلاعات این پایگاه شناسایی شده‌اند که ابعاد مختلف هویتی شهروندان را به‌صورت مستقیم و غیرمستقیم توصیف می‌نمایند که در امر سیاست‌گذاری‌های مختلف بسیار ضروری هستند. بخشی از خروجی‌های پایگاه اطلاعات رفاه ایرانیان به‌صورت وب‌سرویس در اختیار ۲۰ سازمان مختلف قرار گرفته‌ است. علاوه‌ بر آن، خدمات تحلیلی نیز به تعدادی از سازمان‌ها ارائه شده‌است. این خدمات شامل استحقاق‌سنجی، بررسی همپوشانی، داده‌کاوی، وسع‌سنجی و … می‌شود.
همچنین در راستای تکالیف مبنی بر ایجاد نظام متمرکز تأمین اجتماعی و تأکیدات وزیر وقت تعاون مبنی بر پایدار ماندن فعالیت‌های مرتبط با پایگاه ملی رفاه ایرانیان و به‌روزرسانی‌ها در ساختار رسمی وزارت‌خانه با پیشنهاد مرکز فناوری اطلاعات، ارتباطات و تحول اداری و تأیید امور ساختارهای سازمانی سازمان اداری و استخدامی کشور، «دفتر اطلاعات رفاه ایرانیان» ذیل معاونت رفاه اجتماعی ایجاد شد. «گروه راهبری پایگاه اطلاعات رفاه اجتماعی»، «گروه تحلیل توصیفی و اطلاعات رفاه اجتماعی»، «گروه مدیریت اطلاعات و حاکمیت داده رفاه اجتماعی» و «گروه استحقاق‌سنجی و آزمون وسع» در سامانه ملی مدیریت ساختار دستگاه‌های اجرایی کشور، گروه‌های زیرمجموعه این دفتر هستند.

### کاربردها و دستاوردها
تاکنون از پایگاه اطلاعات رفاه ایرانیان در پروژه‌های مختلفی در معاونت رفاه اجتماعی استفاده شده‌است. از جمله این پروژه‌ها می‌توان به موارد زیر اشاره کرد:
- شناسایی کودکان بازمانده از تحصیل
- بهبود سازوکار توزیع سبد کالا
- رفع همپوشانی بیمه‌ای
- رتبه‌بندی ۲۴ هزار خانوار ایرانی برای اولین بار
- راه‌اندازی سامانه جامع دفتر بیمه‌های سلامت شامل انجام الکترونیک امور مربوط به پوشش خدمات دارویی و تجهیزات
- طراحی، اصلاح و الکترونیکی کردن فرایند پوشش بیمه اجتماعی کارگران ساختمانی
- طراحی و اصلاح فرایند بیمه اجتماعی قالی‌بافان و صنعتگران شاغل در حوزه صنایع دستی
- طراحی و اصلاح فرایند پوشش بیمه اجتماعی رانندگان
- شناسایی اقشار نیازمند، ارائه بسته حمایتی و افزایش مستمری برای آن‌ها
- ایجاد نقشه فقر و پراکندگی آن روی نقشه
- اجرای بندهای مهمی از سیاست‌های اقتصاد مقاومتی از جمله‌بندهای: ۱، ۵، ۷، ۱۶، ۱۹ و 23[۱۲]

همچنین معاونت رفاه اجتماعی با استفاده از پایگاه اطلاعات رفاه ایرانیان و با همکاری سایر نهادهای دولتی از جمله: بنیاد نخبگان، سازمان ثبت احوال و …، پروژه‌هایی را در حوزه حکم‌رانی داده محور انجام داده‌است، که عبارتند از:
- بنیاد نخبگان: ارزیابی وضعیت کنونی رفاهی، حوزه فعالیت تخصصی و موقعیت جغرافیایی ۲۳ هزار شاگرد اول کنکور
- سازمان ثبت احوال: اعطای کارت ملی به افراد دارای کد ملی و فاقد کارت شناسایی ملی
- وزارت بهداشت و آموزش پزشکی: دهک‌بندی رفاهی ۱۳ میلیون بیمار بستری در مراکز درمانی تحت مدیریت این وزارت
- سازمان امور مالیاتی: شناسایی اقشار پردرآمد و جلوگیری از فرار مالیاتی
- بررسی سابقه افراد در دریافت تسهیلات خوداشتغالی و تسهیلات خرد از مؤسسات مالی و تخصیص نمره اعتباری به ایشان
- شناسایی نیازمندان واقعی از افراد غیرمستحق دریافت کمک‌های حمایتی در دو نهاد حمایتی (کمیته امداد امام خمینی و سازمان بهزیستی)
- نیروهای مسلح: تعیین وضعیت اقتصادی سربازان فراری به جهت اتخاذ سیاست متناسب
- نیروهای مسلح: تعیین وضعیت بیمه درمان ۸۰ هزار نفر ایثارگر بهره‌مند از کمک هزینه درمان ایثارگران معسر
- وزارت آموزش و پرورش: شناسایی و آسیب‌شناسی دلایل بازماندگی کودکان بازمانده از تحصیل

## معاونت‌ها
- معاونت روابط کار
- معاونت توسعه کارآفرینی و اشتغال
- معاونت رفاه اجتماعی
- معاونت امور تعاون
- معاونت فرهنگی و اجتماعی
- معاونت توسعه مدیریت و منابع
- معاونت امور مجلس، حقوقی و استان‌ها
- معاونت امور اقتصادی[۱۳]

## سازمان‌ها، مؤسسات و صندوق‌های وابسته
- سازمان تأمین اجتماعی
- سازمان بهزیستی کشور
- سازمان آموزش فنی و حرفه‌ای کشور
- مؤسسه کار و تأمین اجتماعی
- صندوق بازنشستگی کشوری
- صندوق بیمه اجتماعی کشاورزان، روستائیان و عشایر
- صندوق ضمانت سرمایه‌گذاری تعاون
- صندوق بازنشستگی فولاد
- بانک توسعه تعاون

## شوراها و هیئت‌ها
- شورای‌عالی کار
- شورای‌عالی رفاه و تأمین اجتماعی
- شورای‌عالی حفاظت فنی
- شورای‌عالی سالمندان
- شورای‌عالی آموزش و تربیت فنی، حرفه‌ای و مهارتی
- شورای‌عالی اشتغال
- اتاق تعاون ایران

## معاونت روابط کار
این معاونت اصلی ترین معاونت این وزارت خانه به شمار می رود. در دولت سیزدهم علی‌حسین رعیتی‌فرد این مسئولیت را بر عهده داشت.وی همچنین دبیر شورای عالی کار و نماینده وزارت تعاون، کار و رفاه اجتماعی در هیئت حمایت از صنایع بود. وی توسط حجت‌الله عبدالملکی در آبان ۱۴۰۰ و آغاز دولت سیزدهم منصوب گردید و پس از برکناری عبدالملکی و انتصاب صولت مرتضوی و تغییر سیاست‌های وزارت کار همچنان در این پست حضور داشت. وی در دولت چهاردهم نیز به مدت ۳ ماه حضور داشت و در ۶ آذر ۱۴۰۳ پروانه رضایی جایگزین وی گردید. وی پیش از انتصاب بعنوان معاون وزیر کار، رئیس بسیج کارگران کشور و مدیریت مرکز اجرایی «قرارگاه» جهاد اقتصادی سازمان بسیج سازندگی بود. وی در دوران دولت محمود احمدی‌نژاد مدتی فرماندار جهرم بود.
پروانه رضائی که جایگزین وی شد عضو حزب اسلامی کار و از پرسنل وزارت کار و اولین زنی است که به این سمت منصوب گردید.
با وجود آنکه دیدگاه‌های عبدالملکی وزیر کار اول و برگنار شده رئیسی با دیدگاه‌های وزیر بعدی، سید صولت مرتضوی، متضاد بود اما رعیتی فرد در هر دو دوره معاونت خود را حفظ کرد. وی دربارهٔ افزایش دستمزد سال ۱۴۰۱ معتقد بود که افزایش دستمزد به تورم ربطی ندارد و با بازرسی هم می تون جلوی اخراج کارگران را گرفت: «عوامل متعددی در تورم تأثیر گذار است؛ از جمله رشد نقدینگی و البته دستمزد، اما با توجه به اینکه درصد تأثیر دستمزد بر قیمت تمام شده کالاها زیر ۱۰ درصد است تأثیر تورم از دستمزد بسیار پایین است. وی در پاسخ به اینکه برخی پیش‌بینی احتمال تعدیل نیرو بر اثر فشار به کارفرماها با افزایش دستمزدها را مطرح می‌کنند، ادامه داد: قطعاً نظارت وزارت کار بر کارگاه‌ها موثرتر از گذشته خواهد شد. قطعاً با افزایش دستمزد، تحریک تقاضا هم صورت خواهد گرفت و همین موجب خواهد شد که بنگاه‌های اقتصادی که اکنون با ۳۰–۴۰ درصد ظرفیت خود فعالیت می‌کنند، فعالیت خود را گسترده کنند که بازار را پوشش دهند و تجربه نشان می‌دهد در سال‌هایی که افزایش دستمزد بالاتر بوده، این اتفاق رخ داده است. در برخی سال‌ها افزایش دستمزد بیش از نرخ تورم بوده و گاهی کمتر و تجربه نشان داده این دو چندان با هم مرتبط نیستند و تورم از دستمزد تأثیر نمی‌پذیرد. در سال ۱۳۷۰ که افزایش دستمزد بیش از ۶۰ درصد بوده، تورم ۲۴ درصد است… ممکن است افزایش دستمزد حداکثر ۵ درصد هزینه‌های تولید را افزایش دهد که روی همه هزینه‌های تولید سرشکن می‌شود.»اما سال ۱۴۰۲ که صولت مرتضوی به وزارت کار راه یافت و میزان حداقل دستمزد کارگران با نرخ تورم فاصله داشت وی طی مصاحبه دیگری ادعا کرد: «یکی از سیاست‌های دولت در سال جاری مهار تورم است که البته گرچه حقوق کارگران ارتباط زیادی به تورم ندارد، اما از نظر روانی تأثیر دارد و بنابراین در راستای سیاست مهار تورم شورای عالی کار قصدی برای افزایش حقوق بیشتر کارگران در سال جاری ندارد. طبق قانون اعضای شورای عالی کار می‌توانند هر پیشنهادی ارائه کنند، اما اینکه چه موضوعی در دستورکار شورای عالی کار قرار گیرد، تصمیم با رئیس شورا، یعنی وزیر تعاون، کار و رفاه اجتماعی است و هنوز هیچ دستور جلسه‌ای مبنی بر افزایش حداقل حقوق کارگران در سال جاری ارائه نشده است.»با وجود آنکه وی پسش از این رئیس بسیج کارگران بود؛ اما عملکرد وی و صولت مرتضوی پیرامون تعیین حداقل دستمزد کارگری به شکلی بود که با اعتراض بسیج دانشجویی و حتی اجتماع آنا در مقابل ساختمان وازت کار انجامید.نمایندگان کارگری در شورای عالی کار به دلیل عدم انطباق حداقل دستمزد با سبد معیشت و نرخ تورم حاضر به امضای بخشنامه حداقل دستمزد ۱۴۰۳ نشدند؛ در اردیبهشت ۱۴۰۳ نیز رعبیتی فرد اعلام کرد درحال حاضر پیشنهادی برای افزایش حق مسکن کارگران به شورای عالی کار ارائه نشده است. در حالیکه خبرگزاری تسینم گزارش داد :... در هفته‌های گذشته وزارت کار از ما به عنوان رئیس کانون عالی دعوت کرد و جلسه مشورتی برگزار شد. در آن جلسه پیشنهاد افزایش ۳۵ درصدی حق مسکن از سوی دولت مطرح شد که در صورت موافقت اعضای شورای عالی کار آن مصوبه به دولت برود. این پیشنهاد برای جامعه کارگری که ۷۰ درصد دستمزد خود را صرف اجاره بها می‌کند بسیار اندک است، اما به عنوان عضوی از جامعه کارگری خواستار برگزاری جلسه شورای عالی کار با حضور تمام شرکای اجتماعی هستیم تا بتوانیم با خرد جمعی فکری به حال شرایط دشوار و سخت معیشت کارگران کنیم. گفتنی است، اما بعد از آن جلسه مشورتی خبرنگار تسنیم پیگیر این شد که آیا مصوبه به هیئت دولت رفته است یا خیر؟ به جواب درستی در این باره نرسید، تا اینکه امروز یکی از رسانه‌ها به نقل از معاون وزیرکار نوشته است که پیشنهادی برای افزایش حق مسکن کارگران نداریم.وی از حامیان حداقل دستمزد تعیین شده برای کارگران در سالهای ۱۴۰۱ تا ۱۴۰۳ که که کشور با تورم بالا مواجه بود. وی همچنین از حامیان کاهش دادن دستمزد کارگران شهرستانی (تحت عنوان دستمزد منطقه ای) بود که نهایتاً دولت نتوانست آنرا اجرا کند. آنها پس از آنکه نمایندگان کارگری مصوبه حداقل دستکزد ۱۴۰۳ را در اعتراض به عدم توجه به سبد معیشت و نرخ تورم امضا نکردند اعلام کردند که با خاتمه دادن به سه جانبه گرایی، از سال آینده تعیین حداقل دتسمزد را با تغییر قانون کار به مجلس محول می‌کنند که این اقدام نیز با مخالفت سید ابراهیم رئیسی رئیس‌جمهور وقت ناکام ماند.وی همچنین مدعی بود که در دولت ۱۳ ام مجموعاً ۱۱۹ درصد حداقل دستمزد را افزایش داده‌اند و آنرا بی‌سابقه و تقریباً معادل تورم می‌دانست؛ اما منتقدین آنرا غیر واقعی دانسته و معتقد بودند که «مقایسه تغییرات حداقل دستمزد در سه سال گذشته نشان می‌دهد، ارزش اسمی دستمزد حدود ۷۰ درصد رشد کرده، اما ارزش واقعی با احتساب تورم بیش از ۲۵ درصد افت داشته است.»
با وجود آنکه در مذاکرات دستمزد سال ۱۴۰۲ وعده کنترل تورم و افزایش دستمزد کارگان رد ضورت بالا رفتن دستمزد کارمندان دولت به نمایندگان کارگری داده شده بود اما هنگامیکه هیچ‌یک از این وعده‌ها در سال ۱۴۰۲ تحقق نیافت وزارت کار با درخواست کارگران برای افزایش دستتمزد مخالفت کرده و صولت مرتضوی وزیر کار و رعیتی فرد معاون وی از ایجاد قرار جهادی مسکن کارگری سخن گفتتند. اما تا پایان دوران حضورشان هیچ اقدامی صورت نگرفت.
وی در اردیبهشت ۱۴۰۲ وعده داد که با تصویب قانون، اخذ چک و سفته از گارگران ممنوع می‌شود. اما خبری از تصویب چنین قانونی نشد.وی در سال ۱۳۹۷ که به ریاست بسیج کارگری کشور منصوب شد، طرحی با نام «شیفت ایثار» را مطرح کرد و تا سال ۱۳۹۹ که در این پست بود ادامه داد. او در اردیبهشت ۱۳۹۹ و روزهای آغاز همه‌گیری کرونا طی مصاحبه ای با خبرگزاری مهر پیرامون این مووضع گفت: «بعد از جنگ جهانی دوم می‌گفتند کارگران ۳ شیفت کار می‌کردند و دو شیفت مزد می‌گرفتند؛ این مسئله در کشور با فرهنگ ایرانی-اسلامی بسیار غنی‌تر بود. کارگران ما در زمان جنگ و زمان‌های مختلف برای تأمین نیازهای مردم و چرخاندن چرخ تولید تلاش مضاعف کردند. در ۲۵۰۰ کارخانه و مرکز تولیدی پایگاه بسیج داریم، گفت: ما در سال ۹۷ «شیفت ایثار» را در مراکز و کارخانه‌هایی که پایگاه بسیج داشتیم، سازماندهی کرده و اعلام کردیم که برای آزمایش، ۴۰۰ کارخانه شیفت ایثار را با هدف افزایش تولید، ارتقای بهره‌وری، کمک به جمع‌آوری ضایعات کارخانه و انجام کارهای زمین مانده اجرا کنند. با توجه به استقبال خوبی که صورت گرفت، در فاز بعدی این ۴۰۰ کارخانه به ۵۶۰ کارخانه افزایش یافت و تعداد نفرات نیز به ۱۰۰ هزار کارگر رسید که به صورت داوطلبانه یک روز در شیفت ایثار حضور یابند. در فاز بعدی تعداد کارگران به ۱۵۰ هزار نفر افزایش یافت که حتی برخی از کارگران نیز عضو پایگاه بسیج نبودند. از اوایل اسفند بسیاری از مراکز تولید چه آنهایی که ما پایگاه داشتیم و چه آنهایی که فاقد پایگاه بودند، با سازماندهی پای کار آمدند و یک شیفت را به شیفت ایثار اختصاص دادند تا نیاز مردم را رفع کنند. اوایل نیاز زیادی به مواد ضدعفونی کننده داشتیم و الان این نیاز کمتر شده است و به تعادل رسیده است و دیگر آن فشار اولیه بر کارخانه‌ها نیست. به هر حال تا زمانی که نیاز باشد شیفت ایثار اجرا خواهد شد.» در فرایندی نامشخص ادعا شده که شیفت ایثار باعث 10 میلیارد تومان عایدی شده است که به خیریه اختصاص می یابد.
در نقد این ایده حسین حبیبی (دبیر کانون هماهنگی شوراهای اسلامی کار کشور) در گفتگو با خبرنگار ایلنا گفت: «با یک روز حقوق کارگر مشکلات اقتصادی حل نمی‌شود، اما جیب سرمایه‌دار و کارفرمایان پرتر می‌شود. کارگران در ماه‌های اخیر به‌طور مداوم در حال ایثار بوده‌اند. از شرایط کار نابهنجار، روابط کار و قراردادهای ناپایدار بگیرید تا نبود امنیت شغلی و عدم دریافت حقوق. این‌ها همه از ایثار زندگی کارگران را فراتر برده است. حقیقت این است که با این طرح عدم اجرای وظیفه دولتمردان و ناظران قانون را با واژه ایثار پوشش داده‌اند. چرا هر وقت بحث ایثار پیش کشیده می‌شود به سراغ قشر کم‌درآمد و کارگران می‌رویم؟ در هشت سال دفاع مقدس افرادی که درجنگ بودند؛ اکثریت از قشر کم‌درآمد و آسیب‌پذیر جامعه بودند. از آنچه که داشتند، چشم‌پوشی کردند. شیفت ایثار طرحی بود که من به آن اعتقادی نداشتم.
حال اگر کارگرانی می‌خواهند مثل زمان زلزله به عنوان قشر حقوق‌بگیر، بخشی از درآمد خود را ببخشند ولی اینکه کار کنند و مزدی نگیرند، این دیگر نامش ایثار نیست. چرا ما همیشه به دنبال اینطور واژه‌ها می‌رویم و ایثار را به کار می‌بریم؟ این حرکت نامش ایثار نیست؛ بهره‌کشی است.»